# Феодорит Кирский
Феодори́т Ки́рский (др.-греч. Θεοδώρητος ὁ Κύρου; 386 (393?) — около 458/466) — епископ Кирский, богослов, один из значимых представителей Антиохийской богословской школы. Выступал в качестве противника святого Кирилла Александрийского, поддерживая несторианство. Примирился с ним после III Вселенского собора. На IV Вселенском соборе отрёкся от взглядов Нестория и принят в церковное общение. V Вселенский собор (553) осудил сочинения Феодорита, направленные против Кирилла.
В русской традиции именуется блаженным, что относится к крупным отцам, вокруг которых были разногласия. 

## Жизнеописание
Небольшие сведения из биографии Феодорита находятся в книге «История боголюбцев». Его родители были достаточно богатыми людьми, имели рабов. Они, как и сам Феодорит, свободно говорили по-сирийски и по всей видимости были сирийцами, хотя все свои сочинения Феодорит писал впоследствии на греческом. Отец и мать Феодорита прожили в супружестве 13 лет и не имели детей. Как пишет сам Феодорит, мать его избавилась от бесплодия благодаря молитвам Македония Критофага. Беременность протекала тяжело, выкидыша не было только благодаря молитвам Македония Критофага. Роды были трудными, Феодорит выжил, как он пишет, благодаря молитвам Петра Галатийского. Он был единственным ребёнком в семье. Воспитала Феодорита его бабушка, мать его матери.
Феодорит родился в Антиохии, где получил отличное образование; кто были его учителя — неизвестно, но несомненно, что мать имела на него большое влияние. Он рано поступил в монастырь св. Евпрепия и был там чтецом. Жизнь Феодорита до епископства мало известна.
В 423 г. Феодорит сделался преемником Исидора в епископии Кирской. На этом посту Феодорит приобрёл громкую славу общественного деятеля, пастыря и писателя. Феодорит был несомненно самым образованным богословом V века. Воспитанный в уважении к подвижничеству, Феодорит являл в грубом и развращённом веке блестящий пример христианского аскетизма и глубины христианского умозрения. Смолоду Феодорит имел две наклонности — к уединению и бедности; вторую он мог осуществить вполне, но условия церковной жизни вывели его на арену шумной деятельности.
Ещё в Антиохии Феодорит роздал часть своего имущества; остальную часть он употреблял на украшение города Кира — построил мост, урегулировал течение реки, создал форум, окруженный портиками, выстроил собор. «У меня ничего нет,— пишет Феодорит другу,— ни дома, ни могилы; платье на мне составляет всё моё имущество». Главной заботой епископа кирского, помимо устроения города, было обращение еретиков, которых в Сирии было великое множество. Кроме дел благотворительности, к Феодориту привлекало и его ораторское искусство.
Мирная жизнь в епископии была нарушена спорами, вызванными учениями Нестория Константинопольского и Кирилла Александрийского, в противостоянии между которыми он выступил как защитник первого и противник второго. В этой борьбе много перипетий и захватывающих драматических моментов. Главным вопросом, волновавшим церковь в V в., был вопрос об образе Боговоплощения: родила ли дева Мария человека или Бога, и в каком отношении находятся божественная и человеческая природы во Христа.
Несторий поручил своему секретарю учить, что Деву Марию следует называть «христотокос» (Христородица), а не «теотокос» (Богородица). Это учение и вызвало к полемике св. Кирилла, защищавшего учение о том, что Спаситель — это воплотившийся сам Бог Слово, а не два Сына, поэтому необходимо использовать термин «Богородица». Против несторианской двойственности во Христе Кирилл использовал формулу Александрийской богословской школы: «Единая природа Бога Слова воплощенная». В свою очередь, против этой формулы выступил Феодорит, защищавший учение Нестория. На Ефесском соборе 431 г., созванном для суда над Несторием, произошло разделение епископов: большинство противников Нестория объединились вокруг св. Кирилла, а противники св. Кирилла составили свой собор, во главе с Антиохийским епископом Иоанном и Феодоритом, на котором присутствовал и Несторий. Конфликт между двумя христологическими партиями вызвал недовольство императора Феодосия, который грозя арестами и репрессиями потребовал поиска компромиссов в вере и мира между кафедрами Александрии и Антиохии. Выполняя требование императора, между Кириллом Александрийским и Иоанном Антиохийским было подписано Согласительное исповедание 433 г., известное в истории как «Антиохийская уния». Считается, что автором текста «Антиохийской унии» был Феодорит Кирский.

Однако, Феодориту не суждено было наслаждаться долгое время мирной жизнью в своей епархии. Со смертью Кирилла Александрийского и Иоанна Антиохийского подписанная ими «Антиохийская уния» фактически перестала действовать. Феодорит на смерть Кирилле в послании Домну, епископу Александрийскому (письмо 180) писал:
Наконец, хотя и поздно, умер злой человек. Ибо добрые и благодетельные люди переселяются туда прежде времени, а злые живут весьма долговременно. … А его, несчастного [Кирилла Александрийского], Правитель душ наших не оставил, подобно другим, далее наслаждаться тем, что кажется увеселительным, но, зная злобу этого мужа, ежедневно возраставшую и вредившую телу Церкви, отторг, словно некую язву, и отъял поношение от сынов Израиля (1 Пар. 17, 26). Отшествие его обрадовало оставшихся в живых, но опечалило, может быть, умерших; и можно опасаться, чтобы они, слишком отягченные его сообществом, опять не отослали его к нам или чтобы он не убежал от тех, которые отводят его (в подземный мир), как тиран циника Лукиана. … Поэтому я плачу и рыдаю о несчастном, ибо весть о его смерти доставила мне не чистое удовольствие, а смешанное с печалью. Я радуюсь и услаждаюсь, видя общество церковное освобожденным от такого рода заразы, но печалюсь и рыдаю, помышляя, что он, жалкий, не успокоился от зол, но умер, покушаясь на большие и худшие. Ибо он, как говорят, бредил возмутить и царствующий город, и снова противоборствовать благочестивым догматам и обвинить твою святость, почитающую их. Но Бог видит и не презрел: Он наложил узду на его уста и удила на его губы и возвратил его в землю, из которой он взят (Ис. 37, 29). Да будет же, по молитвам твоей святости, чтобы он снискал милосердие и прощение и чтобы безмерная милость Божия победила его злобу.
На ведущие кафедры Востока сели радикальные сторонники двух богословских партий и начался новый виток противостояния между миафизитами и диофизитами. В 448 году в Константинополе было начато соборное дело против архимандрита одного из столичных монастырей Евтихия. Будучи последовательным сторонником александрийской христологии он отказывался говорить, что Христос един «в двух природах», говоря в согласии с Кириллом Александрийским, что Христос «из двух природ» — до воплощения, а по воплощении в нём одна природа. Своими судьями Евтихий был обвинен в докетизме и аполлинаризме, чего он за собой не признал и апеллировал к папе Римскому и патриарху Александрийскому.
Диоскор Александрийский усмотрел в осуждении Евтихия интриги криптонесториан, виднейшим идеологом которых был Феодорит Кирский. Спор из-за Евтихия привел к тому, что Феодориту было приказано императором Феодосием безвыездно пребывать в Кире. На возглавляемом Диоскором антидиофизитском соборе в Эфесе в 449 г. Феодорит был осуждён и низложен. Он удалился в Апамейский монастырь и обратился к римскому папе Льву I с апелляцией. По смерти Феодосия, в 450 г., император Маркиан восстановил Феодорита в его правах, а Халкидонский собор 451 г. принял Феодорита после того, как он формально, с явной неохотой был вынужден произнести «анафему» на Нестория (9-я сессия собора 26-го октября 451 г.).
Феодорит был достаточно разносторонним писателем V в.; его сочинения касаются экзегетики, догматики, апологетики и истории церкви; кроме того замечательны его проповеди и письма.

## Сочинения Феодорита
Сочинения Феодорита по-латыни изданы в Кёльне, в 1567 г., 2 тома in fol.; в 1643 г. Иаков Сирмонд издал их на греческом языке (4 тома). Лучшее издание находится в коллекции Миня, в серии греческой Патрологии, тома 80—84. Критика текста Феодорита оставляет желать весьма многого; на русском языке имеется перевод некоторых произведений Феодорита в московском издании творений св. отцов. Экзегетические сочинения Феодорита, при научной глубине, являются образцом художественной отделки. Догматические труды Феодорита касаются, как ясно из предшествующего, главным образом ересей Нестория и Евтихия; положительный результат, полученный из анализа ересей, представляет учение о природе Спасителя. Главное сочинение Феодорита носит название «Эранист» и представляет собой диалог Эраниста с православным, раскрывающим тайну боговоплощения и искупления. К апологетическим трактатам относятся сочинения Феодорита: «Против магов персидских», «Против иудеев» и «Врачевание эллинских недугов». Два первых сочинения утрачены; при составлении «Врачевания» Феодорит пользовался сочинениями Плутарха, Порфирия и Аэция, а также Климента и Евсевия.
Феодорит учит, что христианство заключает в себе абсолютное совершенство, а язычество есть мрак, долженствующий исчезнуть с появлением истины. В философских построениях Феодорит видит лишь тень истины. Самый важный труд Феодорита, без сомнения — его «История церкви», написанная в 449 г. и состоящий из 5 книг. История церкви охватывает период от 324 до 429 г. Источниками для Феодорита служили сочинения Евсевия, Руфина Аквилейского, Филосторгия, Евстафия, творения св. Афанасия и некоторые другие. Второй по значению труд Феодорита, служащий дополнением к истории церкви — «Еретические басни»; подлинность этого труда оспаривалась, но без достаточного основания. Источниками Феодорита служили сочинения Иустина Философа, Иринея Лионского, Климента, Оригена, Евсевия и др. Сочинение Феодорита написано спокойным тоном, без полемического задора; оно чуждо нетерпимости.

## Труды
Русские переводы:
- Поучительные слова о промысле… / пер. Н. Малинина. — М., 1784. — 271 с.
- Толкование на послание к евреям. — СПб., 1843. — 136 с.
- Краткое изложение божественных догматов. — СПб., 1844. — 137 с.
- Феодорит. Церковная история. — СПб., 1852. — 380 с.
  - переизд. с примеч. М. А. Тимофеева. — М.: Росспэн, 1993. — 240 с.
- История боголюбцев, или Повествование о святых подвижниках. — СПб., 1853. — 236 с.
  - переизд.: М., 1996. — 233 с.

- Феодорит Киррский. Творения / пер. Моск духовной академии. — М., 1855—1857, 1907—1908.
  - Ч. 1. (Т. 26.) Изъяснение трудных мест божественного писания по выбору. — 1855. — 513 с.
    - переизд.: [Творения. Т. 1]. Изъяснение трудных мест Божественного Писания. — М.: ИС РПЦ, 2003. — 480 с.

  - Ч. 2. (Т. 27.) Толкование на сто пятьдесят псалмов. — 1856. — 401 с.
    - переизд.: [Творения. Т. 2]. Изъяснение псалмов. — М.: ИС РПЦ, 2003. — 536 с.

  - Ч. 3. (Т. 28.) То же. — 1856. — 454 с.
  - Ч. 4. (Т. 29.) Толкования на видения пророка Даниила. — 1857. — 452 с.
  - Ч. 5. (Т. 30.) Толкования на пророков Наума, Аввакума, Софонию, Аггея, Захарию, Малахию. — 1857. — 394 с.
    - 2-е изд.: Ч. 1—5. — Сергиев Посад, 1905—1907.

  - Ч. 6. Сокращенное изложение Божественных догматов. — 1908. — 776 с.
  - Ч. 7. Письма. Вып. 1. № 1—150 / пер. Н. Глубоковского. — 1907. — 233 с.
  - Ч. 8. То же. Вып. 2. № 151—268. (Т. 68.) — 1908. — С. 233—521.
- Псалтирь с объяснением каждого стиха блаженного Феодорита, епископа Кирского. — М.: Свято-Троицкое изд-во, 2011. — ISBN 978-5-904878-02-3.
- ФЕОДОРИТ КИРРСКИЙ. Восточная литература. Дата обращения: 18 мая 2011.
- Творения блаженного Феодорита, епископа Киррского. Ч. 1. 1905
- Творения блаженного Феодорита, епископа Киррского. Ч. 2. 1905
- Творения блаженного Феодорита, епископа Киррского. Ч. 3. 1906
- Творения блаженного Феодорита, епископа Киррского. Ч. 4. 1857
- Творения блаженного Феодорита, епископа Киррского. Ч. 5. 1857
- Творения блаженного Феодорита, епископа Киррского. Ч. 6. 1859
- Творения блаженного Феодорита, епископа Киррского. Ч. 7—8. 1907

Новые переводы:
- Памятники византийской литературы IV—IX веков / отв. ред. Л. А. Фрейберг. — М.: Наука. 1968. — С. 127—131.
- История боголюбцев с прибавлением «О божественной любви» / вступ. ст. и новый пер. А. И. Сидорова. — М.: Паломник, 1996. — 447 с. — (Библиотека отцов и учителей церкви).